# GSVV Veracles

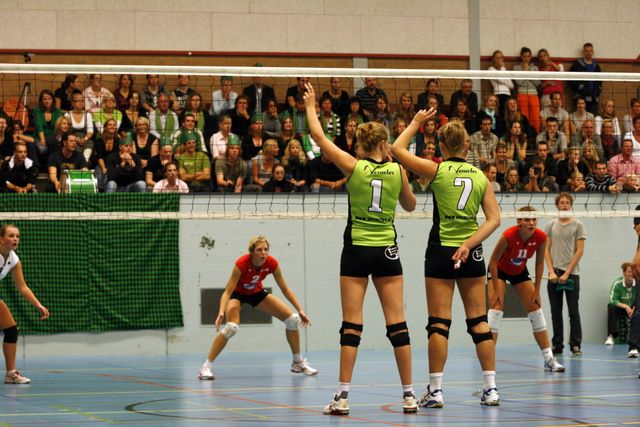
Sfeerfoto thuisspeeldag

De Groninger Studenten Volleybalvereniging Veracles werd opgericht in 1968 als VSC: Vera Slingeraap Combinatie. Veracles is de hoogst spelende student volleybalvereniging van Nederland. Veracles telt inmiddels ruim driehonderd leden. 25 teams komen uit vanaf de Superdivisie tot en met het laagste recreatieve niveau. De thuiswedstrijden worden gespeeld op de ACLO.

## Geschiedenis
Veracles is ontstaan na het samengaan van de volleybaltak van de studentenvereniging Vera en volleybalvereniging de Slingeraap. In 2018 heeft Veracles haar tiende lustrum gevierd.

## Hoogste teams
Het eerste damesteam komt in het seizoen 2024-2025 uit in de Superdivisie. Het eerste herenteam komt in het seizoen 2024-2025 uit in de Eerste Divisie.

## Toernooien
Gezamenlijk met de twee andere studentenvolleybalverenigingen in Groningen, Donitas en Kroton, organiseert Veracles jaarlijks het internationale DKV toernooi en tweejaarlijks het VKDT gala. In 2008 is Veracles begonnen met een beachvolleybaltoernooi, genaamd Veracles Beach. Daarnaast organiseert de vereniging elk jaar voorafgaande aan het seizoen een voorbereidingstoernooi, het Veracles Preseason toernooi.